# Верхньосиньовидненська улоговина

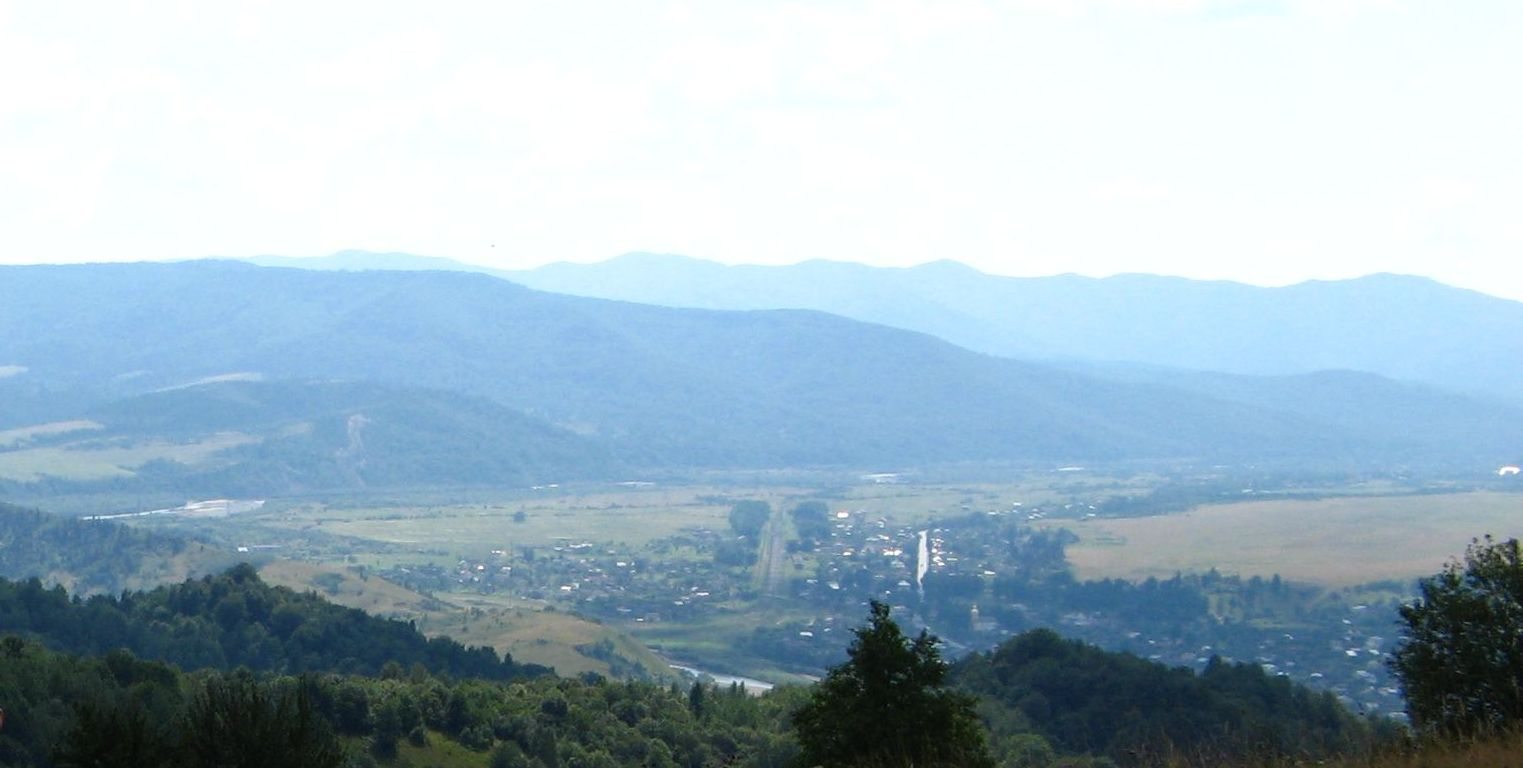
Вигляд на Верхньосиньовидненську улоговину з Комарницьких гір

Верхньосиньови́дненська улого́вина — міжгірна улоговина в Українських Карпатах, в межах Стрийського району Львівської області. 
Розташована на північних межах гірського масиву Сколівські Бескиди, в місці, де річка Опір впадає в річку Стрий. Розміри улоговини — 6 х 4 км. 
Рельєф — ерозійно акумулятивний. Основна частина улоговини зайнята низькими, безлісими першою, другою і третьою річковими терасами. Ближче до гірських схилів ступенями піднімаються уступи високих четвертої, п’ятої і шостої терас. 
В межах улоговини розташоване селище Верхнє Синьовидне. 